# Hilary Paul Odili Okeke
Hilary Paul Odili Okeke (* 21. Januar 1947 in Utuh, Bundesstaat Anambra, Nigeria) ist ein nigerianischer Geistlicher und emeritierter römisch-katholischer Bischof von Nnewi. 

## Leben
Der Erzbischof von Onitsha, Francis Arinze, spendete ihm nach seiner theologischen Ausbildung am 20. April 1974 die Priesterweihe. Er war in der Seelsorge tätig, unter anderem als Kaplan in Rom, sowie als Pfarrer. An der Päpstlichen Universität Urbaniana in Rom absolvierte er ein kirchenrechtliches Doktoratsstudium. Er war Leiter und Direktor der Abteilung für Schulangelegenheiten im Erzbistum Onitsha.
Von 1991 bis 1995 war er Professor für Kirchenrecht am Catholic Institute of West Africa (CIWA) in Port Harcourt, Nigeria. Er war Gründungsmitglied, Sekretär und langjähriger Präsident der Canon Law Society of Nigeria. Von 1997 bis 2002 war er Generalvikar in Onitsha.
Papst Johannes Paul II. ernannte ihn am 9. November 2001 zum ersten Bischof des mit gleichem Datum errichteten Bistums Nnewi. Die Bischofsweihe spendete ihm der Apostolische Nuntius in Nigeria, Osvaldo Padilla, am 10. Februar 2002; Mitkonsekratoren waren Albert Kanene Obiefuna, Erzbischof von Onitsha, und John Olorunfemi Onaiyekan, Erzbischof von Abuja.
Kurz vor dem Erreichen der Altersgrenze für Bischöfe nahm Papst Franziskus am 9. November 2021 seinen Rücktritt an. Als Nachfolger wurde Jonas Benson Okoye ernannt.
Er pflegt enge Kontakte nach Südoldenburg sowie auch in das österreichische Sigharting (Bistum Linz).